# Vlastnosti velitele
Vlastnosti velitele (v anglickém originále The Ensigns of Command) je jedna z epizod třetí sezóny seriálu Star Trek: Nová generace, která byla v České republice při své premiéře odvysílána jako první v pořadí, zatímco ve Spojených státech jako druhá.

## Příběh
Posádka USS Enterprise D obdrží automatizovanou zprávu od tajemné rasy Sheliaků: „Přesídlete lidské bytosti z (planety) Tau Cygni V do čtyř dnů.“ Nejedná se jen o pouhé varování nebo direktivu – Sheliakové jsou nehumanoidní druh, kteří berou na lidský život jen pramalé ohledy, a mohli by vyhladit jakékoliv lidi, kteří jim stojí v cestě. Vzhledem ke smlouvě s Federací se však cítili povinováni, aby před přijetím dalších opatření alespoň oznámili své záměry před kolonizací zmíněné planety, která jim dle této smlouvy náleží.
Neexistuje žádný záznam, že by sem byla vyslána kolonizační loď Federace, protože na planetě panuje hypersonická radiace, která je pro lidi smrtelná. Není tedy jasné, proč Sheliakové tvrdí opak, tedy že planeta je lidmi osídlená. Enterprise dorazí do tohoto hvězdného systému, a nalezne něco, co se jeví jako malá kolonie na povrchu. Jelikož je Dat jediný člen posádky, který může účinkům radiace bez problémů vzdorovat, vezme si raketoplán a vydá se na planetu, aby koordinoval evakuaci. Jakmile dorazí na místo, zjistí, že údaje ze senzorů byly nesprávné. Kolonie je mnohokrát větší a žije v ní 15 253 lidí – potomci svéhlavých kolonistů z lodi Artemis, která se vydala na cestu před 92 lety. Nalezli prostředky, jak přežít v radiaci, přestože zpočátku utrpěli těžké ztráty na životech. Ačkoliv by evakuace byla za normálních okolností jednoduchá věc, radiace činí transportéry nepoužitelnými.
Čas se krátí a kapitán Picard se vydává s Enterprise, aby se setkal s kolonizační lodí Sheliaků, která je již na cestě. Sheliakové nemají žádný zájem o kompromis. Poukazují, že smlouva jasně stanoví, že mají právo kolonizovat Tau Cygni V. Aby tak dovedl Sheliaky pozdržet, je nucen hledat nějakou oporu v textu samotné smlouvy. Mezitím se na planetě Datovi nedaří přesvědčit vůdce kolonie Groshevena, že jejich přítomnost je porušení smlouvy a evakuace je jediná možnost, jak se zachránit. Vůdce si myslí, že oběti, které přinesli jeho předkové, když se zde usídlili, jim dávají právo na planetě žít.
Když Dat vidí, že přemlouvání je neúčinné, rozhodne se pro zastrašení demonstrací síly. Upraví svůj phaser a střelbou na jejich akvadukt se snaží prokázat, že když toto dokáže jen jeden android a jeden phaser, proti Sheliakům jsou naprosto bezbranní. To lidi přesvědčí, že zemřít pro kolonii by bylo zbytečné, když na ně někde čeká úplně jiný, nový svět. Mezitím Picard nalezne řešení problému v rámci smlouvy – Sheliakové si mohou zvolit buď čekat tři týdny na transportní lodě, které kolonisty dopraví pryč, nebo postoupit věc k rozhodčímu řízení, ke kterému si jako rozhodce zvolil druh Grisellů, kteří se v současné době oddávají zimnímu spánku a probudí se až za šest měsíců. Vůdce Sheliaků tedy poleví a nechá jim potřebné tři týdny na evakuaci.